# Hyloxalus pulchellus
Hyloxalus pulchellus är en groddjursart som först beskrevs av Jiménez de la Espada 1875.  Hyloxalus pulchellus ingår i släktet Hyloxalus och familjen pilgiftsgrodor. IUCN kategoriserar arten globalt som sårbar. Inga underarter finns listade i Catalogue of Life.